# Plectrohyla glandulosa
Plectrohyla glandulosa es una especie de anfibios de la familia Hylidae.
Habita en Guatemala.
Sus hábitats naturales incluyen montanos secos, praderas a gran altitud y ríos. Está amenazada de extinción por la destrucción de su hábitat natural.